# Nicholas Stern
Nicholas Herbert Stern, Baron Stern of Brentford, född den 22 april 1946 i Hammersmith, London, är en brittisk nationalekonom. Sterns far flydde 1938 från Nazityskland till England.
Stern efterträdde Joseph E. Stiglitz som chefsekonom för Världsbanken. För närvarande[när?] är han IG Patel Professor of Economics and Government Han är också ansvarig för Grantham Institute for Climate Change and the Environment vid London School of Economics.
Global Commission for the Economy and Climate
Stern är mest känd som författare till Sternrapporten (Stern Review on the Economics of Climate Change) som skrevs på uppdrag av den brittiske finansministern Gordon Brown. Rapporten publicerades 2006 och beskriver ett scenario där följderna av den globala uppvärmningen mäts i pengar. Rapporten drar slutsatsen att samhällskostnaderna av uppvärmningen är mycket högre än vad som uppskattats av andra undersökningar. Den har fått ett brett genomslag i media.